# Фудзісава (Івате)

38°51′32″ пн. ш. 141°20′58″ сх. д. / 38.85889° пн. ш. 141.34944° сх. д.
Фудзіса́ва (яп. 藤沢町, ふじさわちょう, МФА: [ɸud͡ʑisawa t͡ɕoː]) — містечко в Японії, в повіті Хіґасі-Івай префектури Івате. Станом на 1 жовтня 2007 площа містечка становила 123,15 км². Станом на 1 вересня 2008 населення містечка становило 9455 осіб.